# Rabbalshede
Rabbalshede est une localité de la commune de Tanum dans le comté de Västra Götaland en Suède.
Sa population était de 283 habitants en 2019.